# Encyklopedia Titanica
Encyklopedia Titanica (ang. Encyclopedia Titanica) – strona internetowa poświęcona parowcowi RMS Titanic, który zatonął po otarciu się o górę lodową 15 kwietnia 1912 roku. Z założenia witryna nie przynosi zysku. Jest uznawana (np. przez The New York Times w 1999 roku) za najprawdopodobniej największe kompendium wiedzy o Titanicu w Internecie.
Witryna została założona we wrześniu 1996 roku przez Philipa Hinda. W październiku 2007 liczyła około 5000 użytkowników i około 200 000 wiadomości na forum dyskusyjnym.
Encyklopedia zawiera między innymi prawie trzy tysiące biografii pasażerów i osób związanych z Titanicem, szczegółowe plany pokładów, trójwymiarowe rzuty niektórych pomieszczeń na statku w wyglądzie z 1912 roku, oraz tysiące artykułów poświęconych detalom historii i konstrukcji parowca. Ponadto, znajdują się tam też informacje o innych statkach i wrakach.